# Gartenstadt Hüttenau

Gartenstadt Hüttenau im Jahr 1922

Die Gartenstadt Hüttenau ist eine Arbeitersiedlung im Hattinger Stadtteil Welper, die auf das Jahr 1909 zurückgeht und sich an Ideen der Sozialreformer in Großbritannien und an das Gartenstadtkonzept anlehnt.
Initiator war Karl Thiel, der damals schrieb: „Die räumliche Abtrennung der Familien von der Scholle, der nur der wohlhabende Mensch unseres Zeitalters noch entgehen kann, läuft der naturhaften Freude geradezu entgegen. Da die kosmischen Gesetze aber für alle Menschen bindend sind, gilt das Prinzip des freien Menschen auch für alle - die Minderbemittelten wie die Begüterten.“
Thiel rief 1909 zur Gründung einer Baugenossenschaft auf und beauftragte den Architekten Georg Metzendorf, der seit 1908 leitender Architekt der Margarete-Krupp-Stiftung in Essen war, mit der Planung und Umsetzung einer Gartenstadt als Gegenbewegung zum Konzept der Mietskasernen. Es entstanden innerhalb mehrerer Jahre insgesamt 400 Häuser mit fließendem Wasser, separatem Bad, Anschluss an Abwasserkanäle, Heizung über eine zentrale Anlage, Stromanschluss und einem größeren Garten.
Die Genossenschaft Gartenstadt Hüttenau eG besitzt heute rund 1.200 Wohnungen.